# Janusz Bodzioch
Janusz Bodzioch (ur. 12 maja 1965 roku w Brzesku) – piłkarz grający na pozycji obrońcy.

## Kariera
Grał w takich klubach jak: LKS Jadowniczanka Jadowniki, Concordia Knurów, Piast Gliwice, Concordia Knurów, Raków Częstochowa, Górnik Zabrze, Raków Częstochowa, Grunwald Halemba, Hetman Zamość i ponownie Piast, w barwach którego zakończył karierę w 2005 roku. W drużynie Rakowa rozegrał 150 meczów i zdobył 10 goli (z tego w I lidze 102 mecze i 7 goli).
W grudniu 2010 został oskarżony o ustawianie meczów Piasta Gliwice.
W 2021 r. został wybrany przez redakcję portalu igol.pl do jedenastki stulecia Rakowa.